# Jacob A. Riis
 Der er flere personer med dette navn, se Jacob Riis. (Se også artikler, som begynder med Jacob Riis)
Jacob August Riis (født 3. maj 1849 i Ribe, død 26. maj 1914) var en dansk-amerikansk journalist, social reformator, fotograf og foredragsholder.

## Tidligt liv
Uddannet som tømrer emigrerede han i 1870 til New York, USA. I flere år flakkede han rundt og erhvervede sig ved små job, blandt andre, dørsælger af strygejern. I perioderne uden arbejde oplevede han på sin egen krop "den anden side", "The Other Half", som han selv kaldte det. Tilbagevendt til New York fik han job på avisen South Brooklyn News som han efterfølgende købte. Denne blev senere solgt, hvilket gav Riis penge nok til at tage retur til Danmark og gifte sig med Elisabeth Riis.

### Elisabeth Riis
Elisabeth Dorthea Nielsen Riis (1852 - 18. maj 1905) var Riis' store ungdomskærlighed. Men kærligheden var ikke gengældt og Riis var i sine ungdomsår ikke fin nok til at gifte sig med Elisabeth. Ud over at kærligheden ikke var gengældt, var Elisabeths stedfar, Balthazar Giørtz, ikke villig til at lade parret gifte sig.
Hun blev gift første gang med Raymond Baumann, der var premierløjtnant i Grænsegendarmeriet. Denne døde af tuberkulose i november 1874. Herefter tog hun kontakt til Riis, der var migreret til USA. Jublende lykkelig begav han sig hjem til Ribe.
Parret blev gift i Ribe Domkirke 6. marts 1876. Under parrets besøg i Ribe til genindvielsen af Ribe Domkirke i 1904, blev Elisabeth syg og døde året efter.

## Dokumentation af New Yorks slum
Det nygifte par slog sig ned i New York, hvor Riis fik job på avisen New York Tribune. Som journalist og politireporter skrev han med social indignation artikler om de forfærdende og sundhedsfarlige forhold, som fattige emigranter levede under i New Yorks spekulationsbyggeri. Det var det rene slum, som altid henlå næsten i halvmørke og hvor beboerne levede under de usleste forhold. Da blitzen til fotografering blev udbredt efter 1887, fattede Riis interesse for at dokumentere den sociale nød ved at fotografere beboere og leveforhold i slumkvarterernes mørke omgivelser. Han supplerede herefter i nogle år sine indtægter med foredragsvirksomhed, hvor han rejste med sit lysbilledforedrag.
Riis adskilte sig fra sin samtid ved at der på fotografierne fra slumkvartererne også var personer. I 1889 fik han optaget en artikel i julenummeret af det prestigefyldte tidsskrift Scribner's Magazine med titlen ”How the Other Half Lives”, som var illustreret med træsnit på basis af Riis’ fotografier. Artiklen vakte stor opmærksomhed. Endnu større opmærksomhed fik Riis, da han i 1891 udbyggede artiklen og supplerede med flere illustrationer i en bog på 304 sider med titlen ”How the Other Half Lives, Studies among the Tenements of New York” (som kan læses på wikisource). 
Riis' skrivemåde var fornyende ved at være en kombination af reportage og rejseskildring. Illustrationerne er en blanding af træsnit og gengivelser af fotografier, som dog er meget utydelige på grund af tidens ringe trykteknik. ”How the Other Half Lives”, blev uhyre populær og gjorde Riis til en kendt forfatter. Han fulgte op med flere bøger om samme emne, som dog indeholdt mange gentagelser og ikke blev samme succes. Fornyet succes fik han med sin selvbiografi The Making of an American, som udkom i 1901. Riis var med til at sætte en ny social dagsorden i USA. Han inspirerede til et politisk opgør med korruption i New Yorks bystyre og politikorps. Slumkvarteret Mulberry Bend i New York, som Riis havde dokumenteret i sine bøger, blev nedrevet i 1897.

## Betydning
Efter sin død sank Jacob Riis ned i glemslen. Den russiske fotograf og emigrant Alexander Alland, som selv beskæftigede sig med emigranter og slumfotografi sporede via Riis’ familie fotografierne, som efter flere slægtled var endt i en ejendom under nedrivning. I samarbejde med Museum of the City of New York fik Alland reddet negativerne, som blev affotograferet og restaureret inden ødelæggelse, bl.a. glasplader som var under selvdestruktion. I 1947 arrangerede Alland en stor udstilling på Museum of the City of New York. Gennem udstillingen og senere fotobøger, udgivet af Alland, blev der stor opmærksomhed omkring Riis’ fotografier fra New Yorks slum. Riis ønskede selv at blive vurderet som journalist og forfatter, men i eftertiden huskes Riis først og fremmest for sin indsats som fotograf. Riis opfattes i dag sammen med amerikaneren Lewis Hine (1874 – 1940) som de første egentlige dokumentarfotografer og er den absolut mest betydningsfulde og berømte danske fotograf.
10. august 1900 blev han Ridder af Dannebrog. Kun få af Jacob Riis’ bøger er oversat til dansk. Det gælder bl.a. hans selvbiografi, som blev oversat i en forkortet udgave fra 1912 med titlen Hvordan jeg blev amerikaner, men også The Old Town (Den gamle by) er udkommet på dansk i flere udgaver. Danmark blev det første land uden for USA, som viste en udstilling med de originale, restaurerede aftryk af Jacob Riis’ berømte fotografier. Det skete i 2008 i Det Kongelige Bibliotek, Den Sorte Diamant, i samarbejde med Museum of the City of New York.

## Museum om Jacob A Riis
Et museum der omhandler Jacob A. Riis indsats og betydning blev d. 27. juni 2019 åbnet under navnet Jacob A. Riis Museum. Museet er et projekt skabt af Sydvestjyske Museer og ligger i Jacob A. Riis barndomshjem, Sortebrødregade i Ribe.
Museet indeholder både en præsentation af hans journalistiske arbejde, præsenteret i de første tre af udstillingens ti rum, der også konkret har været den del af bygningen, hvor han boede som barn. Her ses blandt andet citatet "If I cannot wield lance and sword as the kings men of old, I can wield the pen", og vi får som det første i udstillingen indtrykket af den opmærksomhed og anerkendelse hans kritiske journalistik og fotodokumentariske arbejde har givet ham i USA. Igennem hele udstillingen får man mulighed for at opleve mange af hans fotografier.
Udstillingen rummer også en konstruktion af et baggårdsmiljø, som man føres over i ved selv at krydse baggården i museets bygning. Her har den besøgende mulighed for at træde ind i et hans motiver og lade sig fotografere. Billedet kan den besøgende så efterfølgende få mailet til sig selv.  
Derudover får vi i biografen og i udstillingen i lokalerne på første sal også fortalt den personlige historie omkring Jacob A Riis, herunder hans meget besættende forhold til Elisabeth, som han forelsker sig i som 15 året, men som han først mange år senere giftes med. 
Museet ligger i sidebygninger og bagbygninger til hvad man fra gaden Overdammen kan besøge som Quedens Gaard, men indgangen til museet sker fra Sortebrødregade.